# Ecolines

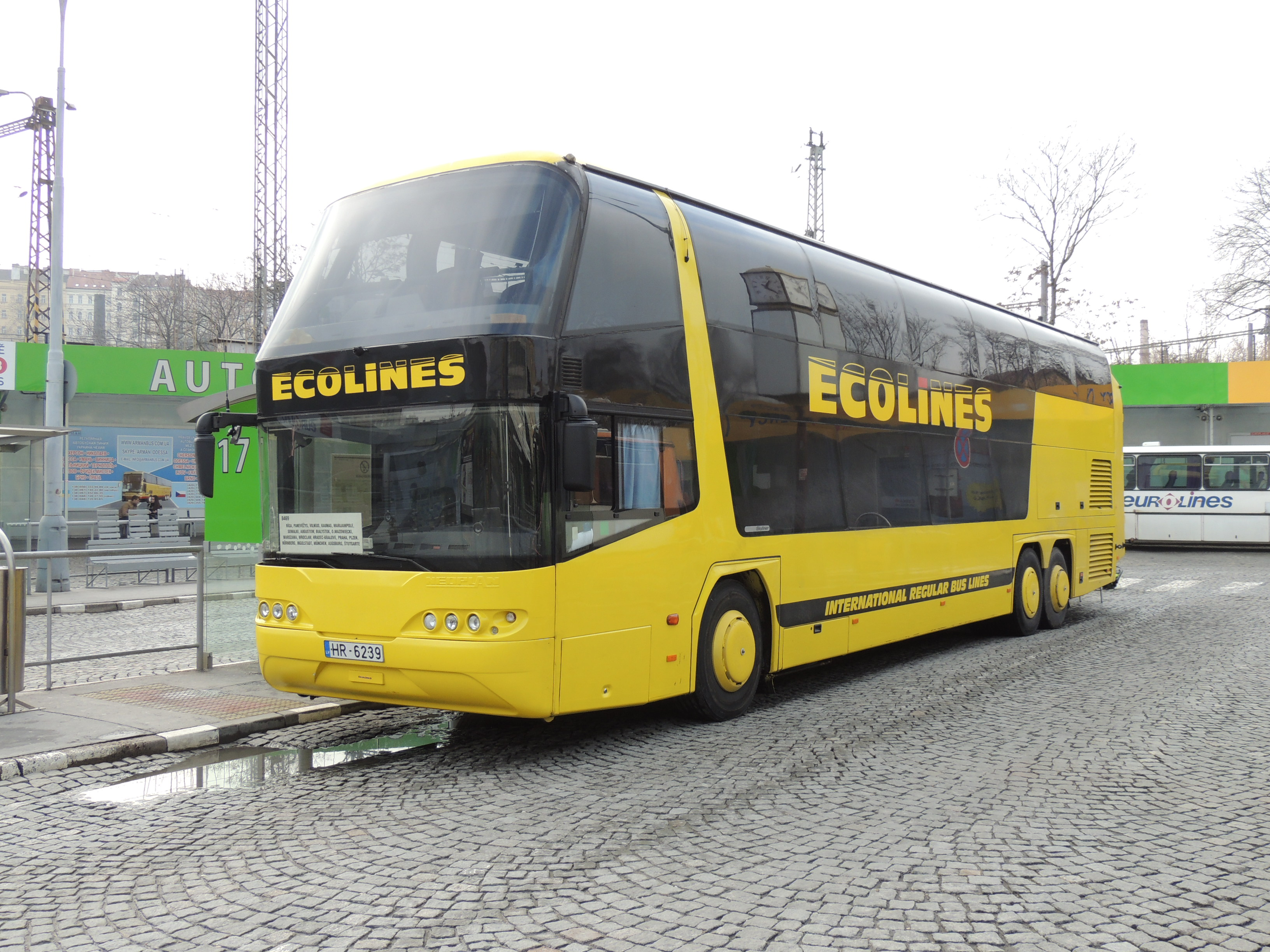
Автобус «Ecolines» на автовокзалі «Флоренц», Прага, Чехія

Ecolines (Еколайнс) — європейська мережа міжнародних автобусних пасажирських перевезень зі штаб-квартирою в Ризі, Латвія. Торгова марка, під якою працює декілька національних перевізників, які дотримуються єдиних правил.
Компанія заснована в 1993 році як «Норма-А». Першими рейсами були Рига — Москва і Рига — Київ. Назва «Ecolines» почала використовуватися з 1997 року. Маршрути охоплюють 18 країн Європи: Білорусь, Бельгію, Болгарію, Велику Британію, Угорщину, Німеччину, Грецію, Латвію, Литву, Нідерланди, Польщу, Росію, Словаччину, Україну, Францію, Чехію, Швейцарію, Естонію. 
Після початку повномасштабної збройної агресії РФ проти України компанія не вийшла з російського ринку й продовжила роботу на ньому.

## Оператори
- SIA «Norma-A» ( Латвія)
- ТОВ «Амрон» ( Росія)
- OU «Ecolines Estonia» ( Естонія)
- UAB «Transinesta» ( Литва)
- Ecolines Polska ( Польща)
- Ecolines Bulgaria ( Болгарія)
- ТОВ «Українські лінії»/ТОВ «ААЗ Трейдінг-Автолюкс» ( Україна)
- Автобус-Тур ( Білорусь).